# Ochyrocera formosa
Espèce
Ochyrocera formosa est une espèce d'araignées aranéomorphes de la famille des Ochyroceratidae.

## Distribution
Cette espèce est endémique du département d'Izabal au Guatemala. Elle se rencontre dans la grotte Gruta de Silvino à Puerto Barrios.

## Description
Le mâle holotype mesure 1,7 mm et la femelle paratype 1,8 mm.

## Publication originale
- Gertsch, 1973 : A report on cave spiders from Mexico and Central America. Studies on the cavernicole fauna of Mexico and adjacent regions, Association of Mexican Cave Studies Bulletin, vol. 5, p. 141-163 (texte intégral).